# Eristalinus tarsalis
Eristalinus tarsalis är en tvåvingeart som först beskrevs av Macquart 1855.  Eristalinus tarsalis ingår i släktet slamflugor, och familjen blomflugor. Inga underarter finns listade i Catalogue of Life.